# غرق الفرقيطة تشونان
غرقت السفينة التابعة للبحرية الكورية الجنوبية تشونان في 26 مارس 2010. وكانت تحمل 104 فرد، وقد غرقت على الساحل الغربي للبلاد بالقرب من جزيرة في البحر الأصفر. أسفرت الواقعة عن مقتل 46 بحريًا. أجرت كوريا الجنوبية تحقيقًا رسميًا بواسطة فريق خبراء دوليين من كوريا الجنوبية والولايات المتحدة والمملكة المتحدة وكندا وأستراليا والسويد، وقد قدم الفريق ملخصًا لتحقيقه في 20 مايو 2010، مستنتجًا أن السفينة أغرقت بطوربيد كوري شمالي أطلق من غواصة قزمية.
وقد أنكرت كوريا الشمالية علاقتها بغرق السفينة. وعرضت المشاركة في تحقيق مفتوح، وقدمت هذا الاقتراح إلى مجلس الأمن، لكن اقتراحها رفض. اعتبرت جمهورية الصين الشعبية أن الرواية الرسمية التي قدمتاها الولايات المتحدة وكوريا الجنوبية غير جديرة بالثقة. وأجرت البحرية الروسية تحقيقًا أشار إلى أن المعطيات المتوفرة لا تسمح باستنتاج قاطع حول أسباب غرق السفينة الكورية. كوريا الشمالية عارضت إحالة نتائج التحقيق الدولي في غرق الفرقيطة إلى مجلس الأمن، وأشارت وزارة الخارجية إلى أن نتائج هذا التحقيق مزيفة وغير واقعية.
وأصدر مجلس الأمن بيانًا رئاسيًا يدين الهجوم دون تحديد منفذه.
على أثر هذا الحدث، أصدر الرئيس الكوري الجنوبي لي ميونغ باك قرارًا يحظر دخول السفن الشمالية المياه الجنوبية، ويمنع المدنيين الجنوبيين من زيارة الشمال، كما يوقف التعاملات التجارية والاستثمارات الجديدة بين الكوريتين، لكنه استثنى من ذلك منطقة كايسونغ الصناعية، وجبل كومكانغ.
في ديسمبر 2012، كشف منشق عن الشمال، يحمل اسم «آن تشول سو»، وكان يعمل في مجلس الوزراء الكوري الشمالي أن ضباط الغواصة الذين أغرقوا الفرقيطة تشونان منحوا جوائز تحمل اسم «البطل». وأضاف أن هذه الجوائز منحت لقائد الغواصة ومساعده وطاقم البحارة.